# Rami Saari
Rami Saari (Petakh Tikvah, Israel, 1963) és un poeta llicenciat en filologia per la Universitat de Hèlsinki, a Finlàndia, i doctor en Filosofia i Lletres per la Universitat Hebrea de Jerusalem. Saari és traductor, crític literari i professor de llengua hebrea. Des del 1988 ha publicat sis llibres de poesia en hebreu, pels quals ha guanyat diversos premis literaris. Entre d'altres, el Premi Primer Ministre d'Israel de poesia (el 1996 i el 2003) i el premi de la Fundació Olschwung (el 1998). El 2006 va guanyar el premi Txernitxovski per la traducció de Platero y yo de Juan Ramón Jiménez i d'altres seves traduccions. Els seus poemes han estat traduïts a nombroses llengües, entre les que s'hi compten el català i el castellà.
Com a traductor, Saari ha traduït a l'hebreu autors de llengua catalana (Pere Calders, Jordi-Pere Cerdà, Salvador Espriu, Feliu Formosa, Tomàs Garcès, Llorenç Gomis, Josep Maria Llompart, Joan Margarit i Consarnau, Miquel Martí i Pol, Dolors Miquel, Quim Monzó, Joan Navarro, Salvador Oliva, Marta Pessarrodona, Josep Piera, Mercè Rodoreda, Pere Rovira, Àlex Susanna i Joan Vinyoli) i espanyola (Carmen Albert, Rafael Alberti, Jose María Álvarez, Ángel Arango, Reinaldo Arenas, Fernando Arrabal, María Victoria Atencia, Bernardo Atxaga, Mario Benedetti, Felipe Benitez Reyes, Irene Bleier Lewenhoff, Francisco Brines, Guillermo Cabrera-Infante, Luisa Castro, José Luis Coll, Pablo Armando Fernández, Luisa Futoransky, Gloria Fuertes, Carmen Martín Gaite, Eduardo Galeano, Antonio Gamoneda, Federico García Lorca, Pedro Garfias, Juan Gelman, Jaime Gil de Biedma, Juan Antonio González Iglesias, Nicolás Guillén, Salvador Gutiérrez Solís, Miguel Hernández, Leopoldo de Luis, Julio Llamazares, Juan José Millás, César Antonio Molina, Pablo Neruda, Juan Carlos Onetti, Olga Orozco, José Emilio Pacheco, Yolanda Pantín, Cristina Peri Rossi, Alejandra Pizarnik, José Luis Reina Palazón, Claudio Rodríguez, Ana Rossetti, Daniel Samoilivich, Eloy Sánchez Rosillo, Mario Satz, Fernando Luis Sepúlveda, Jenaro Talens, Miguel de Unamuno, José Ángel Valente, Ana Varela i María Zambrano). Saari és el traductor a l'hebreu dels llibres catalans La Plaça del Diamant i Jardí vora el mar de Mercè Rodoreda i Pedra de tartera de Maria Barbal. Ha traduït també literatura albanesa, estoniana, finesa, hongaresa, grega i portuguesa.